# 554704 Széppataki
554704 Széppataki è un asteroide della fascia principale. Scoperto nel 2012, presenta un'orbita caratterizzata da un semiasse maggiore pari a 2,952789 UA e da un'eccentricità di 0,097971, inclinata di 7,937202° rispetto all'eclittica.